# Hirnbein
Hirnbein ist ein deutscher Familienname.

## Namensträger
- Auguste Hirnbein (1879–1966), deutsche Bäuerin und Fotografin, siehe Auguste Städele
- Carl Hirnbein (Karl Hirnbein; 1807–1871), deutscher Großbauer, Agrarreformer und Politiker